# Athletic Club 1996-1997
La pagina racchiude la rosa dell'Athletic Club nella stagione 1996-97

## Rosa
Come da politica societaria la squadra è composta interamente da giocatori nati in una delle sette province di Euskal Herria o cresciuti calcisticamente nel vivaio di società basche.
| N. |                    | Ruolo | Calciatore            |
| -- | ------------------ | ----- | --------------------- |
| 1  | Spagna (bandiera)  | P     | Juan José Valencia    |
| 3  | Francia (bandiera) | D     | Bixente Lizarazu      |
| 4  | Spagna (bandiera)  | D     | Aitor Karanka         |
| 5  | Spagna (bandiera)  | D     | Genar Andrinua        |
| 6  | Spagna (bandiera)  | C     | Josu Urrutia          |
| 7  | Spagna (bandiera)  | C     | Jon Andoni Goikoetxea |
| 8  | Spagna (bandiera)  | C     | Julen Guerrero        |
| 9  | Spagna (bandiera)  | A     | José Ángel Ziganda    |
| 10 | Spagna (bandiera)  | D     | Aitor Larrazabal      |
| 11 | Spagna (bandiera)  | A     | Ismael Urzaiz         |
| 12 | Spagna (bandiera)  | D     | Carlos García         |
| 13 | Spagna (bandiera)  | P     | Imanol Etxeberria     |
| 14 | Spagna (bandiera)  | D     | Óscar Vales           |

| N. |                   | Ruolo | Calciatore            |
| -- | ----------------- | ----- | --------------------- |
| 15 | Spagna (bandiera) | D     | Sergio Corino         |
| 17 | Spagna (bandiera) | A     | Joseba Etxeberria     |
| 18 | Spagna (bandiera) | D     | Bittor Alkiza         |
| 20 | Spagna (bandiera) | A     | Eduardo Estíbariz     |
| 21 | Spagna (bandiera) | D     | Iñigo Larrainzar      |
| 22 | Spagna (bandiera) | D     | Óscar Javier Tabuenca |
| 23 | Spagna (bandiera) | D     | José Mari             |
| 24 | Spagna (bandiera) | D     | Eduardo Alonso        |
| 27 | Spagna (bandiera) | D     | Felipe Guréndez       |
| 28 | Spagna (bandiera) | A     | Bolo                  |
| 29 | Spagna (bandiera) | C     | Mikel Cortina         |
| 38 | Spagna (bandiera) | A     | Álvaro Pérez          |

### Statistiche
- 42: Ziganda
- 39: Alkiza, Larrainzar
- 38: Guerrero, Urzaiz
- 37: Karanka, Urrutia, Larrazabal
- 35: J.Etxeberria
- 33: José Mari
- 31: Goikoetxea
- 23: Valencia, Óscar Vales
- 19: Im.Etxeberria, Bolo
- 17: Carlos García
- 16: Lizarazu
- 15: Corino
- 13: Felipe
- 8: Andrinua, Edu Alonso
- 4: Estibariz, Tabuenca
- 2: Cortina
- 1: Álvaro Pérez

- 17: Ziganda
- 16: Urzaiz
- 15: Guerrero
- 6: J.Etxeberria
- 5: Larrazabal
- 3: Carlos García, Alkiza
- 2: José Mari
- 1: Karanka, Andrinua, Larrainzar, Bolo, Cortina

## Vittorie e piazzamenti
- Primera División: 6°
- Copa del Rey: Dopo aver eliminato lo Zalla al primo turno (doppia vittoria: 0-3 e 2-1), il Villarreal al secondo turno (0-1 e 2-2), negli ottavi di finale l'Athletic viene estromesso dal Racing Santander (1-0 e 1-1 il doppio risultato).